# Andrea Mead-Lawrence
Pour les articles homonymes, voir Mead.
Andrea Mead-Lawrence, née le 19 avril 1932 dans le comté de Rutland (Vermont) et morte le 30 mars 2009, est une skieuse alpine américaine.

## Biographie
Elle a réalisé à 19 ans un doublé géant-slalom aux Jeux olympiques de 1952 à Oslo.
Quatre ans plus tard, elle participe aux Jeux olympiques de 1956 à Cortina d'Ampezzo et se classe quatrième du géant.

## Palmarès

### Jeux olympiques d'hiver
| Épreuve / Édition         | Descente | Slalom géant                     | Slalom | Combiné                          |
| JO 1948 Saint-Moritz      | 35e      | Épreuve inexistante à cette date | 8e     | 21e                              |
| JO 1952 Oslo              | 17e      | Or                               | Or     | Épreuve inexistante à cette date |
| JO 1956 Cortina d'Ampezzo | 30e      | 4e                               | 25e    | Épreuve inexistante à cette date |

### Championnats du monde
| Épreuve / Édition         | Descente | Slalom géant                     | Slalom | Combiné                          |
| JO 1948 Saint-Moritz      | 35e      | Épreuve inexistante à cette date | 8e     | 21e                              |
| Mondiaux 1950 Aspen       | 12e      | 9e                               | 6e     | Épreuve inexistante à cette date |
| JO 1952 Oslo              | 17e      | Or                               | Or     | Épreuve inexistante à cette date |
| JO 1956 Cortina d'Ampezzo | 30e      | 4e                               | 25e    | 14e                              |

### Arlberg-Kandahar
- Vainqueur de la descente 1951 à Sestrières